# 在米国ギリシャ正教会

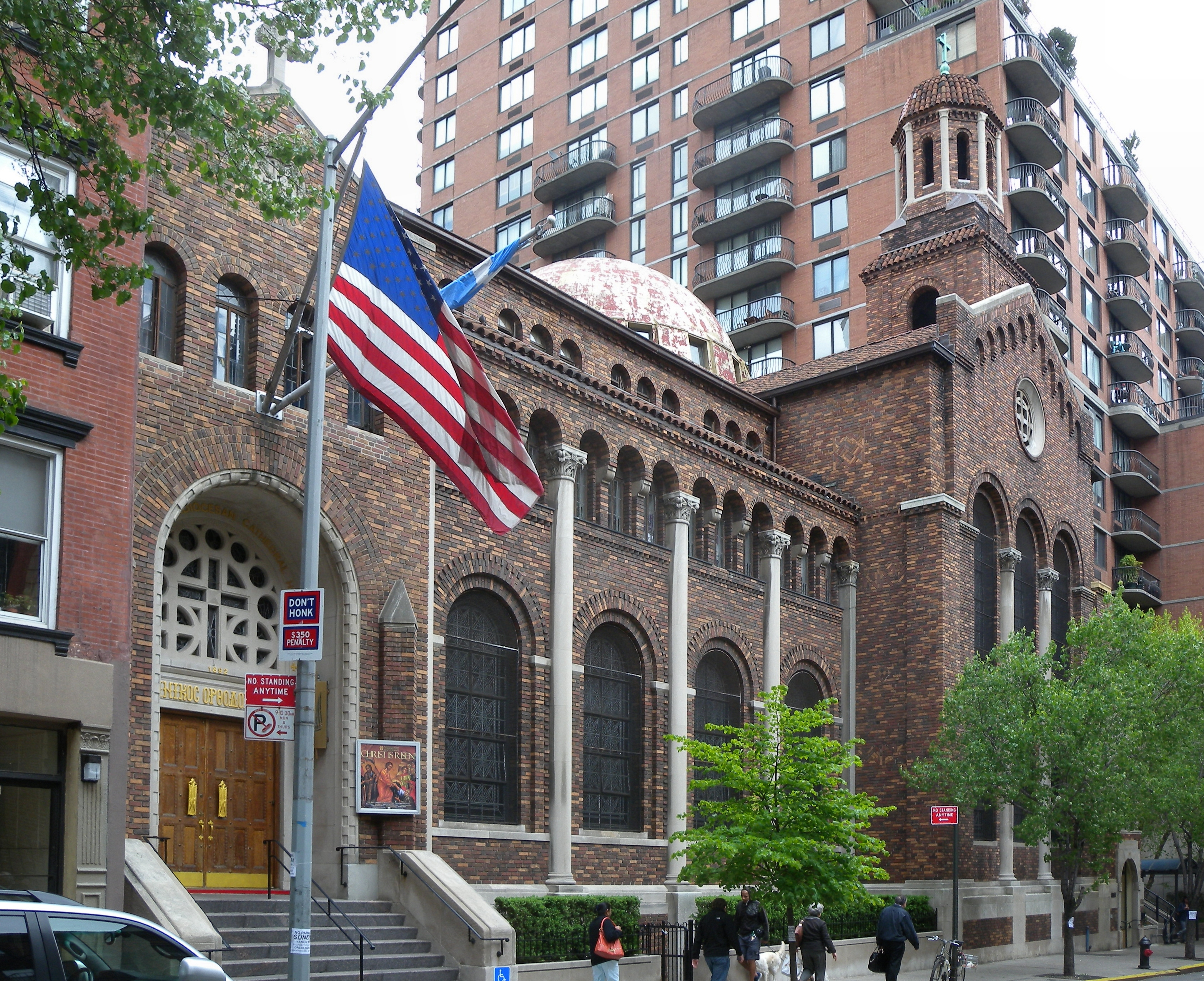
至聖三者大聖堂（ニューヨーク）

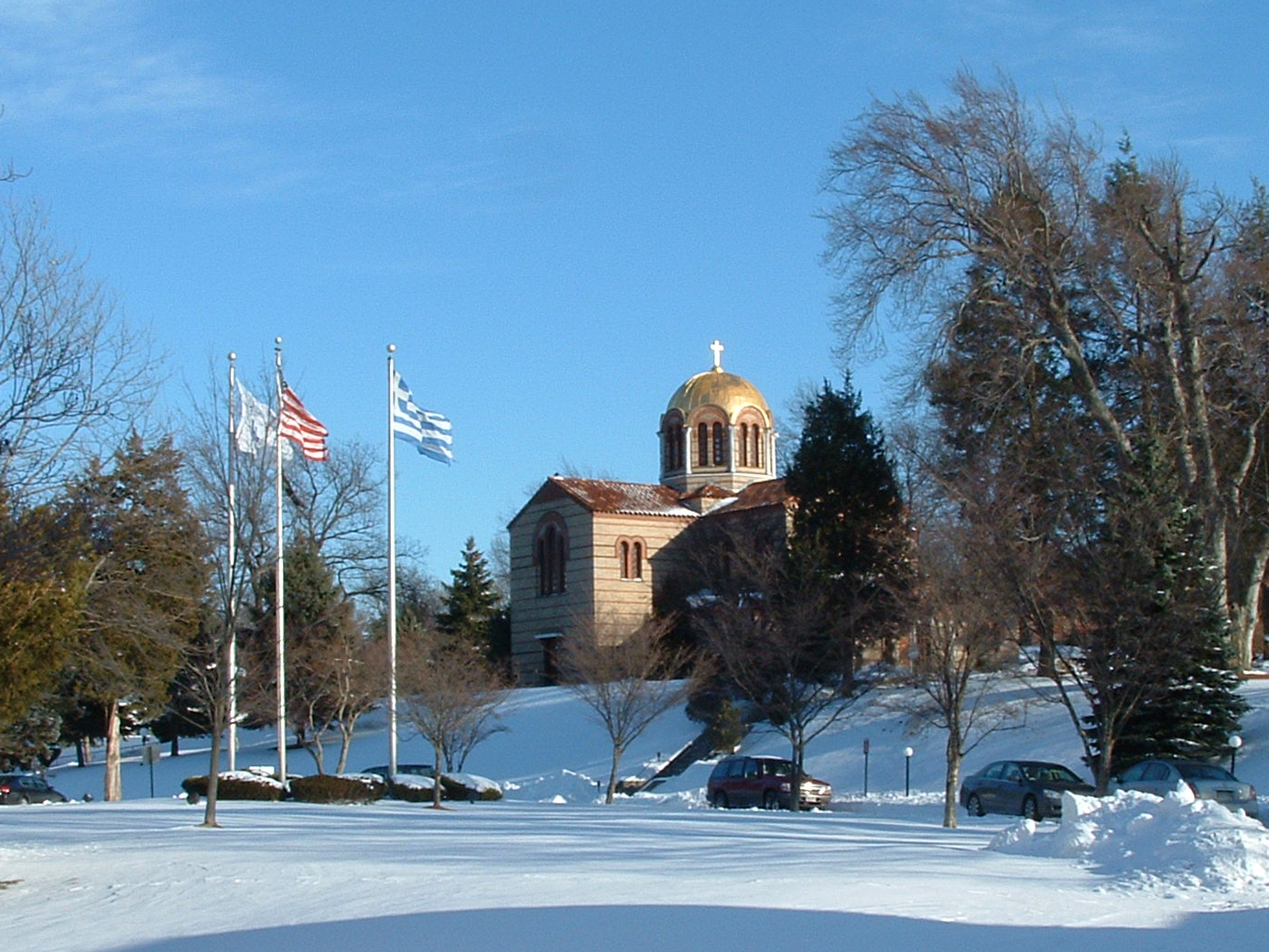
聖十字神学校（マサチューセッツ州）

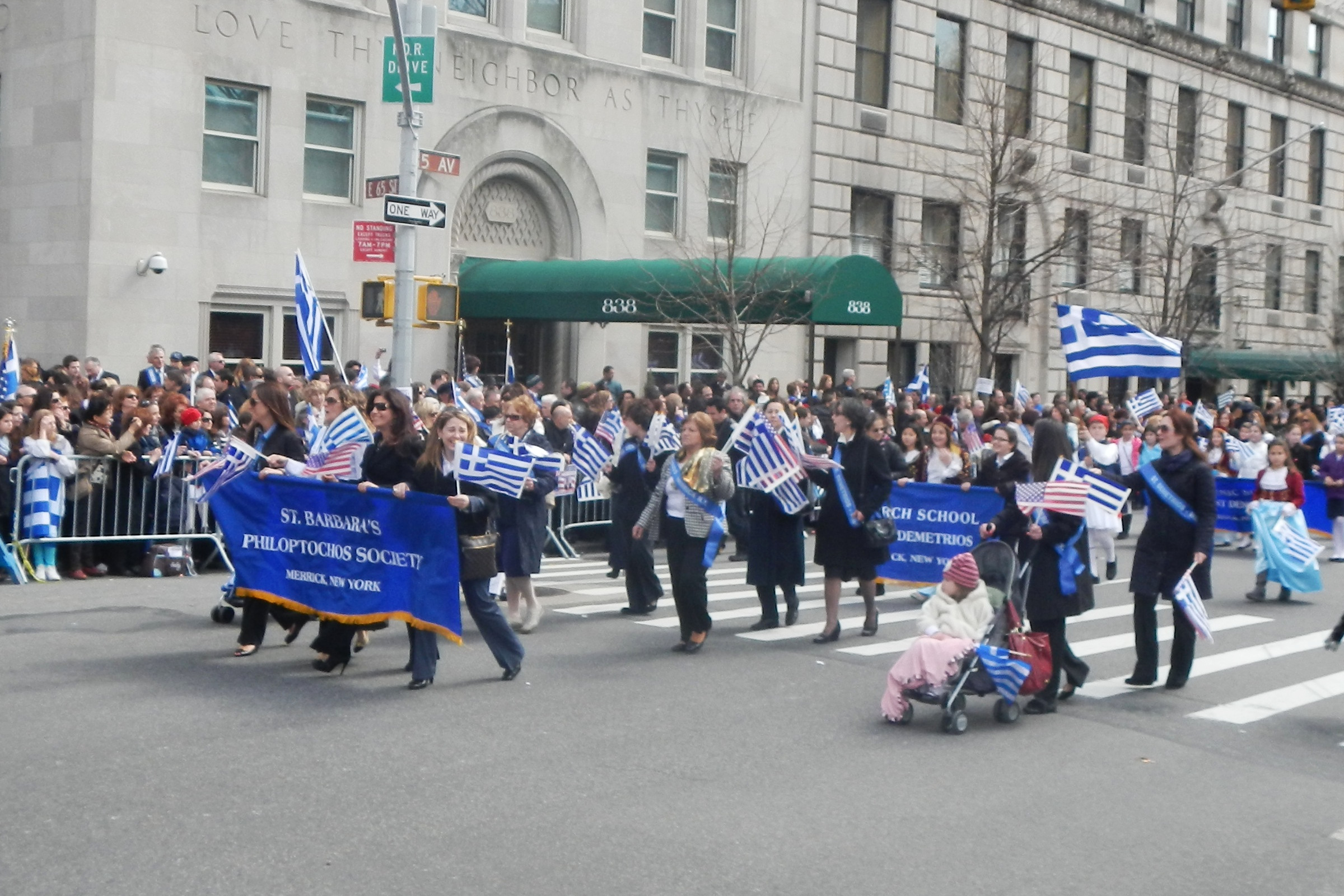
St Barbara Philoptochos Societyの行進（ニュージャージー州で）

在米国ギリシャ正教会（ざいべいこくギリシャせいきょうかい、英語: Greek Orthodox Archdiocese of America）またはギリシャ正教会在米国大主教区は、アメリカ合衆国でギリシャおよびその他の国々のギリシャ正教信者が米国へ移民して作った正教会で、本部をニューヨークの至聖三者大聖堂（Archdiocesan Cathedral of the Holy Trinity
座標: 北緯40度46分11秒 西経73度57分22秒 / 北緯40.769647度 西経73.956118度
）に置き、コンスタンディヌーポリ総主教庁の下に独立した教会としての組織である。
全米に府主教区（以前は教区）が八つあり、全部で集会が500あり、800人の神品がいて、信者は数え方により440,000人から200万人いる。
米国におけるギリシャ正教の最初の教会は1892年に設立された。1921年にはギリシャ正教会南北アメリカ教区が成立し、翌年にはニューヨーク州で法人化されている。
1908年にはギリシャ正教会に属することになったが、1922年にはコンスタンディヌーポリ総主教庁の下に所属する大主教区になり、1996年にこの大主教区は4つ（米国、カナダ、中央アメリカ、南アメリカ）に分割された
。
現在、全米には八つの府主教区がある。
- ニュージャージー
- シカゴ (Greek Orthodox Metropolis of Chicago)
- アトランタ
- デトロイト
- サンフランシスコ
- ピッツバーグ
- ボストン (Greek Orthodox Metropolis of Boston)
- デンバー

神学校はボストン近郊のノーフォーク郡ブルックラインにある聖十字神学校（Hellenic College Holy Cross Greek Orthodox School of Theology）である。
なお、米国での正教会を広くカバーする比較的大きな組織には、他に「アメリカ正教会」、「在外ロシア正教会」などがある。